# Léon Pauléon
Léon Pauléon est un acteur français, né Léon, Ernest Azaïs, le 1er novembre 1898, à Mazamet dans le Tarn et mort à Paris (13e), le 14 décembre 1986.

## Filmographie
- 1945 : La Bataille du rail de René Clément - Le chef de gare de Saint-André
- 1946 : Parade du rire de Roger Verdier
- 1946 : Le silence est d'or de René Clair - Le gros danseur
- 1946 : Hercule au baptême de Louis Derosière et Jean Weiss - court métrage -
- 1947 : Le Village de la colère de Raoul André - Un des frères Archangias
- 1948 : Le Diamant de cent sous de Jacques Daniel-Norman
- 1948 : Ainsi finit la nuit de Emil-Edwin Reinert - Un voyageur
- 1949 : Ma tante d'Honfleur de René Jayet - Livarot
- 1949 : Tabusse de Jean Gehret - Le curé
- 1949 : La Maternelle d'Henri Diamant-Berger - Le père de Jacques
- 1950 : Boîte de nuit d'Alfred Rode
- 1950 : Et moi j'te dis qu'elle t'a fait d'l'œil de Maurice Gleize - Le mari de l'accusée
- 1950 : Les femmes sont folles de Gilles Grangier
- 1950 : Ils ont vingt ans de René Delacroix  - Le gros acteur
- 1950 : La Rue sans loi de Marcel Gibaud - Un agent
- 1951 : Le Chéri de sa concierge de René Jayet - L'inspecteur du fisc
- 1951 : Seul dans la nuit de Hervé Bromberger - L'homme du métro
- 1952 : Casque d'Or de Jacques Becker - Un cocher
- 1953 : Madame de... de Max Ophüls - Un huissier
- 1953 : Les Amoureux de Marianne de Jean Stelli
- 1954 : La Chair et le Diable, de Jean Josipovici
- 1955 : Lola Montès de Max Ophüls - Un passager
- 1956 : Paris Palace Hôtel de Henri Verneuil
- 1957 : La Route joyeuse - "The happy road" de Gene Kelly - Le père du gros homme en voiture
- 1958 : Maxime de Henri Verneuil - Le bourgeois de Nice